# Décès en 893
Décès
- 889
- 890
- 891
- 892
- 893
- 894
- 895
- 896
- 897

Cette page dresse une liste de personnalités mortes au cours de l'année 893 :
- 1er mai : Théodard de Narbonne, évêque métropolitain de Narbonne.
- 17 mai : Étienne Ier, patriarche de Constantinople.
- 6 septembre : Ariwara no Yukihira, poète japonais.

- Aznar II Galíndez, comte d'Aragon.
- Phadla Ier de Kakhétie, prince de Kakhétie.

## Crédit d'auteurs
- Cet article est partiellement ou en totalité issu de l'article intitulé « 893 » (voir la liste des auteurs).